# Bent Brier
Bent Brier (26. februar 1923 i Brædstrup, Jylland – 17. december 2003) var en dansk højskoleforstander, jurist, modstandsmand og politiker.

## Uddannelse og karriere
Han var søn af realskolebestyrer Åge Brier (død 1951) og hustru Rigmor født Petersen (død 1951), blev student fra Aalborg Katedralskole 1941 og cand. jur. fra Københavns Universitet 1950. Under Besættelsen var Brier medlem af ledelsen for den illegale organisation Studenternes Efterretningstjeneste og af Danmarks Frihedsråds bladudvalg fra 1944 til 5. maj 1945.
Bent Brier var fængselslærer ved fængselsafdelingen ved Nørre Snede 1950-52; sekretær i Justitsministeriet, Direktoratet for Fængselsvæsenet 1952-54; undervisningsleder og souschef ved ungdomsfængslet Møgelkær 1954-58, vicefængselsinspektør sammesteds 1958-61 og inspektør for statsfængslet ved Nørre Snede 1961-67. Fra 1950 til 1967 deltog han i kurser og konferencer om kriminologiske problemer i Danmark, Sverige, England, Skotland og Østrig. Brier forfattede desuden artikler om kriminologiske problemer i fagpresse og aviser.
I 1967 skiftede Brier spor og blev forstander for Idrætshøjskolen i Sønderborg. Han var gæsteforelæser (voksenundervisning i Skandinavien) ved University of Liverpool, England i 1971.

## EU-modstander
Bent Brier var medgrundlægger af og fra begyndelsen i 1972 medlem af forretningsudvalget for Folkebevægelsen mod EF og af foreningen Frit Nordens styrelse fra 1971. Da Folkebevægelsen i 1993 blev sprængt og JuniBevægelsen dannet, fortsatte Bent Brier i Folkebevægelsen mod EU.
Op til folkeafstemningen i 1972 skrev Brier i Frit Nordens hvidbog afsnittet "Nej, jorden kan ikke beskyttes i EF" sammen med to andre sønderjyske jurister, amtskontorchef Jes Caspersen og politimester H.P. Christensen. Her redegjorde de tre jurister for de problemer, der ville være forbundet med at beskytte den danske jord i tilfælde af et EF-medlemskab, og pointerede, at de trufne foranstaltninger var utilstrækkelige. Muligvis fik disse indvendinger betydning for, at den danske sommerhuslov blev skrevet ind i Maastricht-traktaten. 
Bent Brier blev gift 4. februar 1954 med Ulla Thisted (født 19. marts 1930), datter af læge Axel Thisted (død 1951) og hustru Gerda født Windfeldt Hansen.